# Park U
Park U (kor. 박 우; ur. 25 października 1972) – południowokoreański zapaśnik w stylu klasycznym. Olimpijczyk z Sydney 2000, gdzie zajął dziesiąte miejsce w kategorii 97 kg.
Pięciokrotny uczestnik mistrzostw świata, osiemnasty w 2002. Brąz na igrzyskach azjatyckich w 1998. Srebro na igrzyskach Wschodniej Azji w 2001. Mistrz Azji w 2000 i drugi w 2003. Zajął szóstą pozycję w Pucharze Świata w 1997 roku.